# Зареченка (Красноярский край)
Зареченка — село в Тюхтетском районе Красноярского края России. Административный центр Зареченского сельсовета. Находится на берегах реки Катык (приток реки Четь), примерно в 4 км к северу от районного центра, села Тюхтет, на высоте 189 метров над уровнем моря.

## Население
| 2010 |
| ---- |
| 475  |

Гендерный состав
По данным Всероссийской переписи населения 2010 года 231 мужчина и 244 женщины из 475 чел.

## Улицы
Уличная сеть села состоит из 3 улиц.

## История
До 1925 года село относилось к Тюхтетской волости Мариинского уезда Томской губернии.
В 1925—1930 гг. село относилось к Тюхтетскому району Сибирского края РСФСР.
В 1930—1934 гг. село относилось к Тюхтетскому району Западно-Сибирского края РСФСР.
С 1934 года — в составе вновь образованного Красноярского края.

## Известные жители
- Прохоров, Илья Иосифович (1917—1961) — полный кавалер ордена Славы.